# ZAITEN
ZAITEN（ザイテン）は、株式会社財界展望新社（東京都千代田区神田錦町2-9、鳥飼寛社長）が発行する月刊誌。1956年（昭和31年）創刊。かつて『財界展望』（ざいかいてんぼう）の誌名だったが、2006年10月号よりリニューアルした。

## 概要
基本的には経済誌、ビジネス誌である。内容は大企業の内情を取り上げた記事や、経営者（重役）の動向や私生活、現住所などを「あの人の自宅」と称して、写真付きで連載記事にしている。
同種の雑誌と見られる「財界」や「経済界」が企業サロン誌であるのに対して、ZAITENは有力企業の経営者や政治家（主に自由民主党）、官僚を批判する記事が多い。ZAITEN編集部が、有名企業や有名ホテルにクレーム電話をかけて、有力企業の広告が多く掲載されているその一方で、東証プライム上場企業や霞が関などの広報担当者の応対を見る「クレーマーズレポート」や広報担当者の対応を批評する「あきれた広報実話」という連載記事もある。
公式ウェブサイトでは、「ZAITENクレーム研究所」なる企画も行っている。
現在の編集長は河野望（かわの・のぞみ）である。

## 同種の雑誌
- FACTA
- 財界さっぽろなどの地方系財界誌もある。